# Samuel Lange
Samuel Lange (* 18. Februar 1618 in Meuselwitz; † 10. Oktober 1667 in Leipzig) war ein deutscher lutherischer Theologe.

## Leben
Samuel wurde als Sohn des Theologen Christian Lange und dessen Frau Catharina, der einzigen Tochter des Theologen und Universalgelehrten Johannes Feiler, geboren. Anfänglich durch Hauslehrer unterrichtet, besuchte er die Nikolaischule und bezog 1634 die Universität Leipzig. In jener Zeit waren unter anderem Christoph Preisibius (1580–1651), Zacharias Schneider (1592–1655), Christoph Bulaeus, Andreas Corvinus und Philipp Müller (1585–1659) seine Lehrer.
Nachdem er am 4. Oktober desselben Jahres Baccalaureus geworden war, wechselte er 1635 an die Universität Wittenberg, wo Martin Caselius, August Buchner, Johann Sperling, Jakob Weller und Erasmus Schmidt seine Lehrer wurden. 1637 kehrte er nach Leipzig zurück, um den akademischen Grad eines Magisters der philosophischen Wissenschaften zu erwerben. So war der Grund gelegt, um sich vollends einem Studium der Theologie zu widmen. Hier fand er in seinem Vater einen Lehrer. Da dieser jedoch häufig wegen amtlicher Verpflichtungen fehlte, frequentierte er die Vorlesungen von David Auerbach, Heinrich Höpfner und Ananias Weber (1596–1665).
Zu weiteren theologischen Studien bezog er 1639 die Universität Helmstedt, wo er Georg Calixt und Conrad Hornejus kennenlernte. 1641 kehrte er wieder nach Leipzig zurück und hielt verschiedenen Disputationen ab. Am 22. April 1643 wurde er wie sein Vater und Großvater Superintendent in Pegau. Am 6. Juli 1643 wurde er Baccalaureus der theologischen Fakultät in Leipzig, avancierte zum Lizentiaten der Theologie und erlebte in Pegau die Gräuel des Dreißigjährigen Krieges. Dabei verlor er durch einen großen Brand in Pegau sein gestammtes Hab und Gut. Obwohl er seine umfangreiche Bibliothek verloren hatte, setzte er trotzdem seine Ambitionen als Theologe weiter fort.
Am 23. September 1651 promovierte er in Leipzig zum Doktor der Theologie. Am 4. Februar 1659 wurde er vom Rat der Stadt Leipzig als Archidiakon der St. Thomaskirche berufen und übernahm nach dem Tod von Johann Hülsemann 1661 die vierte theologische Professur an der Leipziger Hochschule. Damit verbunden wurde er Pastor der Nikolaikirche. Er stieg bald in die dritte theologische Professur auf und war im Wintersemester 1663 auch Rektor der Alma Mater. 1665 erhielt er die Superintendentur von Leipzig, wurde Assessor am Leipziger Konsistorium, Dekan (Hochschule) der theologischen Fakultät und 1666 Kanoniker des Stiftes Meißen.
Samuel Lange starb 1667 in Leipzig, wo er auch am 20. Oktober beigesetzt wurde.

## Familie
Aus seiner 1643 geschlossenen Ehe mit Catharina Magaretha, der Tochter des Leipziger Buchhändlers Matthias Götze (1585–1662), gingen sechs Söhne und zwei Töchter hervor. Von den Kindern kennt man:
- Christian Matthias Lange († jung)
- Catharina Magaretha Lange († jung)
- Catharina Sophia Lange
- Christian Ephraim Lange
- Christian Samuel Lange
- Christian Johann Lange (1655–1701), Professor der Medizin in Leipzig
- Christian Gottfried Lange
- Christian Christoph Lange († jung)

## Werke (Auswahl)
Lange hatte eine Vielzahl von Leichenpredigten hinterlassen, die im Druck erschienen. Sein Werkschaffen ist unter anderem mit seiner universitären Tätigkeit verbunden. So tritt er als Präses bei seinen verschiedensten Responenten in Erscheinung. Auch einige eigene Disputationen stammen aus seiner Feder.
- Disp. de cusa efficente.
- Disp. De Signo et Signato.
- Disp. De Conuersione hominis irregeniti.
- Disp. De Haeresi Arriana de septem verbis Christi.
- Disp. De Duellis in genere. Wetstein, Lübeck 1670. (Digitalisat)
- Disp. De Duelles in spezie.